# Liste der Monuments historiques in Ouzilly
Die Liste der Monuments historiques in Ouzilly führt die Monuments historiques in der französischen Gemeinde Ouzilly auf.

## Liste der Bauwerke
| Bezeichnung       | Beschreibung                  | Standort | Kennzeichnung | Schutzstatus | Datum | Bild |
| ----------------- | ----------------------------- | -------- | ------------- | ------------ | ----- | ---- |
| Kirche St-Hilaire | Erbaut im 11./12. Jahrhundert | (Lage)   | PA00105574    | Inscrit      | 1933  |      |